# Stazione di York
La stazione di York (in inglese York railway station) è la principale stazione ferroviaria di York, nell'Inghilterra.